# Parque Arboreto de Montfermeil
El Parque Arboreto de Montfermeil ( en francés: Parc Arboretum de Montfermeil ) es un arboreto y jardín botánico de 10.9 hectáreas de extensión, situado en Montfermeil, en Isla de Francia, Francia. 

## Localización
Parc Arboretum de Montfermeil Montfermeil, Département de Seine-Saint-Denis, Île-de-France,  France-Francia.
Planos y vistas satelitales.48°54′00″N 2°34′00″E / 48.90000, 2.56667
Se encuentra abierto al público, todos los días del año y la entrada es gratuita. 

## Historia
El parque fue formado combinando dos parques existentes, el parc anterior parque de "Château des Cèdres" y el parque "Jean Valjean", con un extenso ajardinamiento durante el cual fueron plantados 731 árboles y arbustos, agregando a esos los 489 árboles que ya crecían en el lugar. 
Se abrió en el público en el año 2006.

## Colecciones
La característica más importante del parque es un dique largo y curvado que separa el sitio en dos secciones distintas:
Un parque grande en el estilo natural silvestre al noroeste, 
Un espacio pequeño, geométrico de parterres al este. 
Cada uno tiene su propia charca de cualquier lado del dique. 
El parque contiene 3.3 kilómetros de sendas de paseo y de bicicletas.
El arboreto propiamente se exhibe en un sistema de 17 hitos que cubren la totalidad del parque, organizado como "galería de la evolución" la cual comienza en el agua, después procede como sigue: 
- Hito 1º Los orígenes (Ginkgo biloba),
- Hito 2º fósiles vivientes (Cryptomeria japonica, Cunninghamia lanceolata, Metasequoia, Sequoiadendron, Taxodium distichum),
- Hitos 3 al 6 dinosaurio s y gimnospermas,
- Hitos 7 al 10 terciario la era de los mamíferos y de las angiospermas,
- Hitos 11 al 17 La humanidad y el ajardinamiento, culminando en los Jardins Chromatiques (jardines de colores).